# 史行
史行（1916年9月—2015年7月31日），原名史锦掌（一作史锦堂），笔名史潮等，男，江苏宜兴人，中国剧作家、导演，曾任浙江省文化局党组书记、代局长，中国戏剧家协会理事。